# Al-Masudi
Abu al-Hasan Ali ibn al-Husajn al-Masudi (Abdul Hassun ibn Hussein ibn Ali El Mas'udi, arab. ‏أبو الحسن علي بن الحسين المسعودي‎; ok. 896–956) – arabski historyk, geograf i podróżnik z X wieku, zwany przez późniejszych badaczy „arabskim Herodotem”, do dziś uważany przez Arabów za „ojca historyków”, autor dzieł Łąki złota i kopalnie drogich kamieni (Złote niwy i diamentowe kopalnie 947) oraz Księga spostrzeżeń (956). 

## Życiorys
Urodził się w Bagdadzie, w dzisiejszym Iraku. Według jego własnego przekazu jego przodkiem był Ibn Masud, jeden z towarzyszy proroka Mahometa. W roku wyruszył ze swego rodzinnego miasta udając się przez Persję ku brzegom Morza Kaspijskiego, skąd – po zwiedzeniu krajów Azji Środkowej – pożeglował do Gruzji i Armenii. W kolejnej podróży pożeglował na zachód, odwiedzając muzułmańskie porty nad Morzem Śródziemnym w Afryce Północnej i Hiszpanii.
Najdłuższą jego wyprawą była podróż morska przez Ocean Indyjski na Morze Południowochińskie. Po zwiedzeniu Cejlonu, Wybrzeża Malabarskiego w Indiach, Madagaskaru i Zanzibaru wrócił na Bliski Wschód zwiedzając Syrię i Palestynę.
Przez dwadzieścia lat przemierzał znany muzułmanom świat. W swych zapiskach wspominał o Słowianach, ich siedzibach, historii ich władców i podziale na szczepy. Opisał Wolinian i Kraków.
Po osiedleniu się około roku 943 w Kairze al-Masudi zaczął pisać 30-tomowe dzieło Historia czasu (arab. „Akhbar al-Zaman”) i drugą, mniejszą pracę Księga spostrzeżeń i przewidywań (arab. „Kitab at-tanbih wa-al-iszraf”). Jego historia świata obejmuje okres od stworzenia po czasy mu współczesne, tak według własnych spostrzeżeń, jak i z zanotowanych wypowiedzi spotykanych w drodze mędrców. W Europie najlepiej znaną jego książką jest dzieło Łąki złota i kopalnie drogich kamieni (Murudż az-zahab wa-ma'adin al-dżawahir, arab. ‏مروج الذهب ومعادن الجواهر‎) przetłumaczone w XIX wieku na francuski i angielski.